# Oxymacaria ochracea
Oxymacaria ochracea är en fjärilsart som beskrevs av W. Warren 1894. Oxymacaria ochracea ingår i släktet Oxymacaria och familjen mätare. Inga underarter finns listade i Catalogue of Life.